# Tortuga plana d'Austràlia
La tortuga plana d'Austràlia (Natator depressus) és una tortuga marina endèmica de la plataforma continental d'Austràlia. Forma part de la família Cheloniidae i és l'única espècie del gènere Natator.

## Distribució
La tortuga plana viu al nord de la plataforma continental d'Austràlia: al Mar del Corall, al Mar d'Arafura i al Mar de Timor (Indonèsia, Papua Nova Guinea i Austràlia). Només nia a les platges de la meitat nord d'Austràlia: a les illes del sud de la Gran Barrera de Corall i a les platges principals, al nord de Gladstone (Austràlia). La tortuga plana prefereix aigües poc profundes i les tortugues mascles mai tornen a terra.

## Morfologia
Les femelles adultes mesuren entre 95 i 130 cm i el seu pes varia de 100 a 150 kg. És fàcilment identificable per la seva closca quan les seves escates marginals estan doblegades cap amunt (això no sempre és senzill). El color de la closca és de verdós a marró oliva. Té quatre parells d'escuts costals que es juxtaposen. El primer parell d'escuts costals no està en contacte amb les escales del clatell. El plastró és de color crema a groc. Només té una arpa en les seves aletes i un parell d'escates prefrontals.

## Ecologia
La seva alimentació consisteix en invertebrats marins i peixos, són gairebé exclusivament carnívores però també consumeixen algunes algues. La tortuga plana migra poc, però pot viatjar a més de 1.000 km per fer la posta. La tortuga plana pon menys ous que les altres tortugues marines, però els seus ous són més grans (entre 50 i 78 ous rodons de 62 mm de diàmetre). L'operació de la posta dura una hora i mitja. Igual que altres tortugues marines, les femelles tornen a fresar altra vegada després de dues setmanes de la primera posta, durant l'època de reproducció. La incubació dura 42 dies de mitjana. Solen reproduir-se cada 2 o 3 anys i arriben a la maduresa sexual a partir dels 10 anys.

## Conservació
La tortuga plana és particularment apreciada pels aborígens per la seva carn i pels seus ous, encara que les zones remotes on viuen es troben protegides la caça furtiva és molt intensa. Els seus enemics naturals a la platja són els llangardaixos i les guineus, tots dos introduïts pels éssers humans. Al mar el seu major depredador és el cocodril marí. També estan amenaçades per les pràctiques humanes que amenacen les tortugues marines (xarxes de pesca abandonades o no, la contaminació, la navegació ...).